# Campeonato Mundial de Atletismo de 2007 - Revezamento 4x100 m feminino
A competição dos 4x100 metros feminino no Campeonato Mundial de Atletismo de 2007 foi realizada no Estádio Nagai, em Osaka, no Japão, no dia 1 de setembro de 2007.

## Recordes
Antes desta competição, os recordes mundiais e do campeonato nesta prova eram os seguintes:
| Tipo                  | Atleta            | Tempo | Local    | Data                 |
| --------------------- | ----------------- | ----- | -------- | -------------------- |
|                       | Alemanha Oriental | 41.37 | Canberra | 6 de outubro de 1985 |
| Recorde do campeonato | Estados Unidos    | 41.47 | Atenas   | 9 de agosto de 1997  |

## Medalhistas
| Ouro | Prata                                                                                               | Bronze                                                                  |
| Estados Unidos · Lauryn Williams · Allyson Felix · Mikele Barber · Torri Edwards · Carmelita Jeter* · Mechelle Lewis* | Jamaica · Sheri-Ann Brooks · Kerron Stewart · Simone Facey · Veronica Campbell · Shelly-Ann Fraser* | Bélgica · Olivia Borlée · Hanna Mariën · Élodie Ouédraogo · Kim Gevaert |

*Correram apenas as eliminatórias, mas receberam medalhas

## Calendário
Todos os horários estão no horário local (UTC+9)
| Data          | Horário | Fase          |
| ------------- | ------- | ------------- |
| 1 de setembro | 9:45    | Eliminatórias |
| 1 de setembro | 22:05   | Final         |

## Resultados

### Eliminatórias
Qualificação: Os 2 primeiros de cada bateria (Q) e os 2 melhores tempos (q) avançam para as finais.
| Pos. | Bateria | Nacionalidade  | Atletas                                                                                 | Tempo | Notas                |
| ---- | ------- | -------------- | --------------------------------------------------------------------------------------- | ----- | -------------------- |
| 1    | 2       | Estados Unidos | Carmelita Jeter, Mechelle Lewis, Mikele Barber, Lauryn Williams                         | 42.24 | Q,                   |
| 2    | 2       | Jamaica        | Sheri-Ann Brooks, Kerron Stewart, Simone Facey, Shelly-Ann Fraser                       | 42.70 | Q,                   |
| 3    | 2       | Grã-Bretanha   | Laura Turner, Montell Douglas, Emily Freeman, Joice Maduaka                             | 42.82 | Q,                   |
| 4    | 1       | Bélgica        | Olivia Borlee, Hanna Mariën, Elodie Ouédraogo, Kim Gevaert                              | 42.85 | Q,                   |
| 5    | 1       | Rússia         | Irina Khabarova, Natalia Rusakova, Yuliya Gushchina, Yevgeniya Polyakova                | 42.90 | Q                    |
| 6    | 1       | Bielorrússia   | Nastassia Shuliak, Natallia Safronnikava, Alena Neumiarzhitskaya, Aksana Drahun         | 43.16 | Q,                   |
| 7    | 2       | Alemanha       | Katja Wakan, Cathleen Tschirch, Johanna Kedzierski, Verena Sailer                       | 43.17 | q                    |
| 8    | 2       | Polónia        | Marta Jeschke, Daria Korczyńska, Dorota Jędrusińska, Ewelina Klocek                     | 43.25 | q,                   |
| 9    | 1       | China          | Tao Yujia, Chen Jue, Jiang Lan, Qin Wangping                                            | 43.39 | Recorde da temporada |
| 10   | 1       | Finlândia      | Heidi Hannula, Sari Keskitalo, Ilona Ranta, Johanna Manninen                            | 43.41 |                      |
| 11   | 1       | Nigéria        | Gloria Kemasuode, Endurance Ojokolo, Oludamola Osayomi, Ene Franca Idoko                | 43.58 | Recorde da temporada |
| 12   | 2       | Gana           | Gifty Addy, Elizabeth Amolofo, Esther Dankwah, Vida Anim                                | 43.76 | Recorde da temporada |
| 13   | 1       | França         | Carima Louami, Muriel Hurtis-Houairi, Fabienne Beret-Martinel, Christine Arron          | 43.88 |                      |
| 14   | 1       | Austrália      | Sally McLellan, Melanie Kleeberg, Crystal Attenborough, Fiona Cullen                    | 43.91 |                      |
| 15   | 1       | Brasil         | Thatiana Regina Ignâcio, Lucimar Aparecida de Moura, Thaissa Presti, Luciana dos Santos | 44.64 |                      |
| 97 ! | 2       | Cuba           | Virgen Benavides, Roxana Díaz, Misleidys Lazo, Yenima Arencibia                         | DSQ   |                      |
| 97 ! | 2       | Japão          | Saori Kitakaze, Sakie Nobuoka, Mayumi Watanabe, Momoko Takahashi                        | DSQ   |                      |
| 99 ! | 2       | Ucrânia        | Olena Chebanu, Nataliya Pohrebnyak, Iryna Shtanhyeyeva, Iryna Shepetyuk                 | DNF   |                      |

### Final
A final ocorreu dia 1 de setembro às 22:05. 
| Pos.              | Nacionalidade  | Atletas                                                                         | Tempo | Notas                |
| ----------------- | -------------- | ------------------------------------------------------------------------------- | ----- | -------------------- |
| Medalha de ouro   | Estados Unidos | Lauryn Williams, Allyson Felix, Mikele Barber, Torri Edwards                    | 41.98 | Melhor marca do ano  |
| Medalha de prata  | Jamaica        | Sheri-Ann Brooks, Kerron Stewart, Simone Facey, Veronica Campbell               | 42.01 | Recorde da temporada |
| Medalha de bronze | Bélgica        | Olivia Borlee, Hanna Mariën, Elodie Ouédraogo, Kim Gevaert                      | 42.75 | Recorde nacional     |
| 4                 | Grã-Bretanha   | Laura Turner, Montell Douglas, Emily Freeman, Joice Maduaka                     | 42.87 | Recorde da temporada |
| 5                 | Rússia         | Ekaterina Grigorieva, Natalia Rusakova, Yuliya Gushchina, Yevgeniya Polyakova   | 42.97 |                      |
| 6                 | Bielorrússia   | Nastassia Shuliak, Natallia Safronnikava, Alena Neumiarzhitskaya, Aksana Drahun | 43.37 |                      |
| 7                 | Alemanha       | Katja Wakan, Cathleen Tschirch, Johanna Kedzierski, Verena Sailer               | 43.51 |                      |
| 8                 | Polónia        | Marta Jeschke, Daria Korczyńska, Dorota Jędrusińska, Ewelina Klocek             | 43.57 |                      |

Legenda
| Recorde mundial       | Recorde mundial (World record)               |                       | Recorde africano                      | Recorde africano (African) |                                           | Q | Classificado por posição (Qualified) |
| Recorde do campeonato | Recorde do campeonato (Championship record)  | Recorde da América    | Recorde da América (Americas)         | q                          | Classificado por melhor tempo (Qualified) |   |                                      |
| Melhor marca do ano   | Melhor marca do ano (World leading)          | Recorde asiático      | Recorde asiático (Asian)              | DNS                        | Não largou (Did not start)                |   |                                      |
| Recorde nacional      | Recorde nacional (National record)           | Recorde europeu       | Recorde europeu (European)            | DNF                        | Não terminou (Did not finish)             |   |                                      |
| Recorde pessoal       | Recorde pessoal do atleta (Personal best)    | Recorde da Oceania    | Recorde da Oceania (Oceania)          | DSQ / DQ                   | Desclassificado (Disqualified)            |   |                                      |
| Recorde da temporada  | Recorde da temporada do atleta (Season best) | Recorde sul-americano | Recorde sul-americano (South America) | NM                         | Sem marca (No mark)                       |   |                                      |